# Price (slægt)
 For alternative betydninger, se Price. (Se også artikler, som begynder med Price)
Price er en engelsk kunstberiderfamilie som kom til Norden i slutningen af det 18. århundrede. 
Peter Prices selskab gav den første cirkusforestilling I Norden, i Stockholm i 1787. 
Peter Prices søn James Price (1761-1805) flyttede nogle år senere til Danmark. Hans sønner var James Price den Yngre (1801-1865), Carl Price (1803-?) og Johan Adolph Price (1805-1890).
Carl Prices barnebarn var Tom Eugen Price, som senere fik sønnen John Price (1913-1996). John Price var gift første gang med skuespilleren Beatrice Bonnesen. Anden gang blev han gift med Birgitte Price født Bruun, med hvem han fik sønnerne James Price, der er musiker og komponist, samt Adam Price, der er oversætter, forfatter og madanmelder. I 1976 fik han endnu en søn, David Price, som han fik med tv-producer Janne Clémen.
Johan Adolph Price giftede sig med den jødisk fødte Flora Mathilde Henriette Lewin (1803-1863), med hvem han fik børnene Elise Juliette Christiane Price (1831-1906), Hanne Sophie Price (1833-1905), danseren Adolph Frederik Waldemar Price (1836-1908) og maleren Mathilde Juliane Engeline Price (1847-1937).
James Price den yngre var gift med Flora Lewins søster, Rosa "Rosetta" Sophie Caroline Lewin (1810-1887), med hvem han fik maleren og skuespilleren Albert Thorvald Joseph Price (1844-1927), skuespillerinden Hanna Amalie Nicoline Hagen(1831-1892), hofballetmester og professor Julius Price (1833-1893) og skuespilleren Andreas Nicolai Carl Price (1839-1909).
Andreas Nicolai Price giftede sig med Helga Collin, med hvem han fik Aage Price, Karen Price og danserinden Ellen Juliette Collin Price (1878-1968). 
Ellen Collin Price giftede sig først med Jean Louis de Plane, med hvem hun fik tre børn, Karen Price de Plane (1903-?), Xavier André de Plane (1907-1908) og Helga Rose Price de Plane (1908-1925), i familien kaldet Rosa. Andet ægteskab var med Aage Colding, med hvem hun fik datteren Iska Colding. Iska Colding fik datteren Karen Price Henriksen. 
Karen Price Henriksens datter Jette Price, er gift med diplomaten Henning Cornelius Price (1953-). Sammen har de børnene forfatter Nadja Cornelius Price (1988-), danser David Cornelius Price (1992-) og Peter Cornelius Price (1990-).